# Goniothalamus coriaceus
Goniothalamus coriaceus är en kirimojaväxtart som beskrevs av William Burck. Goniothalamus coriaceus ingår i släktet Goniothalamus och familjen kirimojaväxter. Inga underarter finns listade i Catalogue of Life.